# 漢諾威 (密歇根州)
漢諾威（英語：Hanover）是位於美國密歇根州傑克遜縣漢諾威鎮區的一個村。

## 人口
根據2020年美國人口普查的數據，漢諾威的面積為1.13平方千米，當中陸地面積為1.09平方千米，而水域面積為0.04平方千米。當地共有人口472人，而人口密度為每平方千米417人。